# Чеберлоевский район
Чеберло́евский район (чечен. ЧӀебарлойн кӀошт) — административно-территориальная единица, восстановленная согласно Конституции Чеченской Республики в 2012 году как территориальная единица Чеченской Республики Российской Федерации. Юридическое восстановление не привело к фактическому изменению административно-территориального состава республики.

## История

### 1926—1944 гг.
8 марта 1926 года постановлением Президиума ВЦИК РСФСР утверждены 14 округов Чеченской АО на правах районов, в том числе Чеберлоевский с центром в селе Макажой.
По переписи 1926 года в районе проживало 13 053 человека, в составе района находились 11 сельсоветов:
| Сельсовет                       | Население, чел. |
| ------------------------------- | --------------- |
| Дайский                         | 1 421           |
| Шаро-Аргунский                  | 981             |
| Нижелоевский                    | 1 650           |
| Чубах-Кенероевский              | 1 307           |
| Нахчу-Келоевский                | 1 450           |
| Сальбироевский (Сальбюроевский) | 822             |
| Макажоевский                    | 1 543           |
| Садоевский                      | 1 054           |
| Босхоевский                     | 2942            |
| Хиндоевский                     | 1500            |
| Ригахоевский                    | 773             |
| Ихороевский (Ихароевский)       | 1 088           |

В феврале 1929 года при укрупнении административных районов Чеберлоевский район был расформирован, его территория вошла в районы:
- Шатойский район — Дайский, Шаро-Аргунский, Нижелоевский, Чубах-Кенероевский, Нахчу-Келоевский, Сальбироевский сельсоветы.
- Веденский район — Макажоевский, Садоевский, Хиндо-Босхоевский, Ригахоевский, Ихороевский сельсоветы.

Постановлением ВЦИК от 10.01.1932 г. из части территории Веденского и Шатоевского районов образован Шаро-Чеберлоевский район с центром в с. Дай. В 1935 году при разукрупнении районов был вновь образован Чеберлоевский район с центром в селе Шаро-Аргун, включающий 11 сельсоветов.
На конец 1940 года в районе было 160 хуторов и населённых пунктов, общая численность населения составляла 17 тыс. человек
В 1944 году площадь района составляла 52,5 тыс. га, население 16 982 человека.
| Сельсовет 11         | Население 17765 | В том числе | Население |
| -------------------- | --------------- | ----------- | --------- |
| Ариаульский с/с      | 1 077           | Ари-Аул     | 284       |
| Ариаульский с/с      | 1 077           | 4 хутора    | 793       |
| Даевский с/с         | 1 694           | Дай         | 523       |
| Даевский с/с         | 1 694           | 11 хуторов  | 1 171     |
| Ихароевский с/с      | 1 475           | Ихарой      | 285       |
| Ихароевский с/с      | 1 475           | Хой         | 244       |
| Ихароевский с/с      | 1 475           | 7 хуторов   | 946       |
| Макажоевский с/с     | 909             | 7 хуторов   | 909       |
| Нежелоевский с/с     | 2 344           | 20 хуторов  | 2 344     |
| Нохчи-Келоевский с/с | 2 022           | 16 хуторов  | 2 022     |
| Садоевский с/с       | 1 252           | 14 хуторов  | 1 252     |
| Ригахоевский с/с     | 858             | 15 хуторов  | 858       |
| Хиндойский с/с       | ?               | 22 хутора   | 294       |
| Шаро-Аргунский с/с   | 1 339           | Шаро-Аргун  | 446       |
| Шаро-Аргунский с/с   | 1 339           | 8 хуторов   | 893       |

При ликвидации Чечено-Ингушской АССР в 1944 году и выселении её жителей территория района была включена в состав Ботлихский район Дагестанской АССР.
В декабре 1956 года на заседании Государственной Комиссии по восстановлению Чечено-Ингушской АССР было предложено оставить территорию Чеберлоевского района в Дагестанской АССР. Это предложение встретило резкое возражение представителей чеченцев и ингушей, в том числе председателя Оргкомитета по Чечено-Ингушской АССР М. Гайрбекова и его заместителя Д. Мальсагова. Указом Президиума верховного Совета РСФСР от 9 января 1957 была восстановлена Чечено-Ингушская АССР. Территория Чеберлоевского района вошла в республику, но была закрыта для проживания с целью получения альпийских пастбищ для совхозов и колхозов соседних районов. Бывшие жители района, не имея возможности вернуться на землю предков, оставались в равнинных сёлах, в том числе Шали и Урус-Мартане.

### 1992—2007 гг.
Чеберлоевский район был восстановлен вновь 14 мая 1992 года «в целях более эффективного использования природных и трудовых ресурсов, увеличения объёма производства сельскохозяйственной продукции и возрождения культуры горного края» в границах 1944 года.

### С 2012 года
Район вновь восстановлен по поручению Главы Чеченской Республики Кадырова Р. А. в 2012 году в составе Чеченской Республики Чеберлоевский район. В 2014 году была создана государственная комиссия по образованию Чеберлоевского муниципального района.

## Население
Население района на 1939 год составило 16 962 человека, в том числе чеченцы 97,5 %, русские 1,6 %, украинцы 0,3 %, ингуши 0,2 %.

## Административное деление
До депортации чеченцев в 1944 г. в состав Чеберлоевского района входили 11 органов местного самоуправления и 160 хуторов:
- Цикаройская сельская администрация (с. Цикарой, с. Ари-Аул),
- Даевская сельская администрация (с. Дай, х. Босой, х. Инзой),
- Харкаройская сельская администрация (с. Харкарой, с. Ихарой, х. Кулинахой),
- Макажоевская сельская администрация (с. Макажой, с. Буни, с. Кезеной, с. Хой)[19][20].
- Нежелоевская сельская администрация (с. Нежелой, х. Осхарой, х. Чуреймохк),
- Нохчи-Келоевская сельская администрация (с. Нохчи-Келой, х. Чубахкенерой, х. Кулой, х. Циндой и так далее),
- Садоевская сельская администрация (с. Садой, с. Орсой),
- Ригахоевская сельская администрация (с. Ригахой),
- Сельбероевская сельская администрация (с. Сельберой, с. Ляшкарой, с. Нюхой),
- Ачалоевская сельская администрация (с. Ачалой),
- Шаро-Аргунская сельская администрация (с. Шаро-Аргун, х. Сурукха)

### Аулы
Сёла и развалины старых аулов района:
- Арсой
- Каухой
- Хорсумой
- Шимерой
- Буни
- Цацакой
- Ихарой
- Кулинхой
- Харкарой
- Малилаул
- Обузалаул
- Тундукхой
- Алиханаул
- Цикарой
- Чарахаул
- Ари-Аул
- Джелошка
- Хиндой
- Басхой
- Ригахой
- Тарсенаул
- Мамонаул
- Тушикаул
- Пэтэаул
- Париаул
- Арапоаул
- Бекейаул
- Ачалой
- Батыйаул
- Чубах-Кенерой
- Кулой
- Босой
- Чарыды
- Чунай
- Инзой
- Каштой
- Сарчкорт
- Басты-Ирзу
- Сирхой
- Газиаул
- Чуреймохк
- Багинаул
- Патыаул
- Нежелой
- Дургинаул
- Богачерой
- Гонты
- Дангарой
- Джубикаул
- Осхарой
- Хай-Хецагуни
- Нуй
- Лешкорой
- Сельберой
- Дукарчи-Ирзе
- Петхой
- Циндой

## Галерея

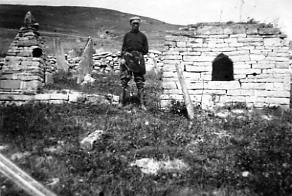
Кладбище аула Макожой, 1926 год
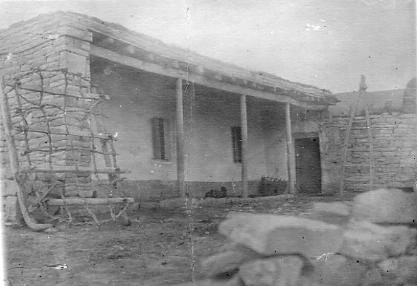
Нагорные сани стоят у жилого дома в ауле Ихорой
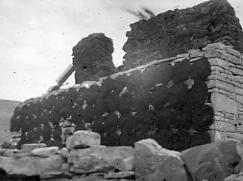
Сушка навоза на стене дома в ауле Ихорой
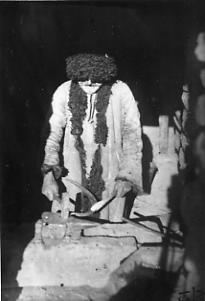
Старик за кузнечной работой в ауле Ихорой
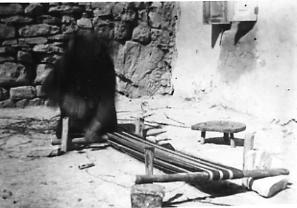
Навивание основы для тканья в ауле Ихорой
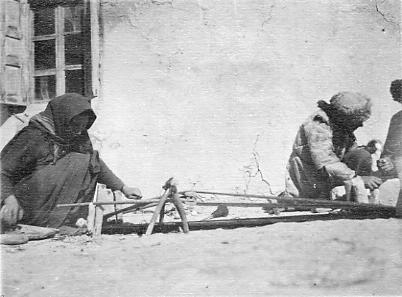
Женщина за стацким станком в ауле Ихорой